# Miguel Villalonga
Miguel Villalonga y Pons (Palma de Mallorca, 27 de septiembre de 1899 - Buñola, junio de 1946) fue un escritor español, novelista y crítico literario, hermano del también escritor Lorenzo Villalonga.

## Biografía
Nació en Palma de Mallorca el 27 de septiembre de 1899. Se graduó como oficial del ejército en 1920 y hasta que lo abandonó en 1931 participó en diversas campañas africanas. En la vida civil se dedicó al periodismo (colaboró en el periódico El Día y en la revista Brisas) y a la literatura. Al estallar la Guerra Civil se incorporó a las fuerzas sublevadas y fue nombrado Jefe de Prensa y Propaganda, Radio y Censura de las Islas Baleares.
Tras la guerra, severamente enfermo de poliartritis progresiva, se queda paralítico, se instala en Buñola y se consagra a la crítica literaria, mordaz y contundente, en el periódico Baleares y en otros diarios del resto del país; asimismo redacta una interesante Autobiografía (Barcelona, Janés Editor, 1947, reimpresa en Madrid: Trieste, 1983) llena de ternura, inteligencia y humor. También publicó las novelas El tonto discreto (1943) y Miss Giacomini (Madrid, 1941, y Barcelona, Janés editor, 1942), anteriormente editada por entregas en la revista Brisas; se trata de una sátira de la vida provinciana. 
Póstumamente salió su libro de relatos Vacaciones de Semana Santa (1963) y en 1993 Margalida Socias Colomar recopiló sus colaboraciones periodísticas en El Día y Baleares en Miguel Villalonga: antología de artículos literarios 1931-1946. Esta misma autora ha editado sus Cartas de posguerra. De Miquel Villalonga a Gafim (1941-1946) (2008) enviadas a Gabriel Fuster Mayans, Gafim (1913-1977) en sus últimos días, que alivió con ayuda de la morfina.